# عرقون أجمي
عرقون أجمي (الاسم العلمي:Euphrasia caespitosa) هو نوع غير مؤكد من النباتات يتبع جنس العرقون من الفصيلة الهالوكية.